# Plough Lane (1912)
Die Plough Lane war ein Fußballstadion im Londoner Stadtteil Wimbledon, Vereinigtes Königreich. Es war die Heimspielstätte des Fußballclubs FC Wimbledon.

## Geschichte
Der FC Wimbledon war von 1912 bis 1991 in der alten Plough Lane beheimatet. 1912 erwarb der Club ein ungenutztes Stück Sumpfland an der Ecke Plough Lane und Haydons Road. Am 7. September des Jahres trat zum Eröffnungsspiel der FC Wimbledon gegen Carshalton Athletic. Damals bestand das Stadion aus einer Tribüne mit 500 Plätze, spartanischen Umkleidekabinen und einer durchnässten Spielfläche.
Vor und während des Zweiten Weltkrieges wurden Verbesserungen und Erweiterungen vorgenommen. Der damalige Club-Vizepräsident Gill Knight behauptete, die Plough Lane sei „das schönste Stadion im südlichen Distrikt“. Zu dieser Zeit besaß die Spielstätte, nach dem Bau der Südtribüne, 30.000 Plätze. 1944 beschädigten Bomben die Anlage. Dabei wurden auch die Zäune zerstört. So konnten Zuschauer in die Plough Lane gelangen, ohne Eintritt zu zahlen. In den Halbzeitpausen wurde Geld gesammelt, um den Club während der Reparaturzeit am Leben zu erhalten. In den 1950er Jahren kaufte der Merton Borough Council das Gelände und spendete es dem FC Wimbledon. Im Gegenzug stand im Vertrag die Klausel, dass das Council das Gelände günstig zurückkaufen könne, wenn es nicht mehr für den Sport genutzt werden sollte. In den 1970er Jahren erhielt das Stadion eine Flutlichtanlage, die gegen den Stadtrivalen FC Arsenal eingeweiht wurde. 1977 wurde der FC Wimbledon in die Football League aufgenommen. 1984 kaufte der Vereinsvorsitzende Sam Hammam das Stadion für drei Mio. £. 1986 stieg der Club mit der Plough Lane in die höchste Spielklasse, der Football League First Division, auf. 
Nach dem Erscheinen des Taylor Reports Anfang der 1990er Jahre, der aus der Hillsborough-Katastrophe resultierte, mussten alle Stadien der oberen Ligen in Sitzplatzstadien umgewandelt werden. Da die Plough Lane größtenteils über Stehplätze verfügte, war der Umbau finanziell nicht realisierbar. Am 4. Mai 1991 lief der FC Wimbledon zum letzten Mal in der Plough Lane auf. Gegen Crystal Palace gewann man vor 10.002 Zuschauern mit 3:0. Mit jenem Club wurde eine Vereinbarung zur Teilung der beiden Heimstadien getroffen. Der FC Wimbledon trug die Heimspiele der ersten Mannschaft im Selhurst Park aus. Im Gegenzug nutzte Crystal Palace die Plough Lane für die zweite Mannschaft des Vereins. 1998 verkaufte Sam Hammam den Grund samt Spielstätte an die Supermarktkette Safeway plc. Dort sollte ein Supermarkt gebaut werden. Während die Nutzung des Geländes verhandelt wurde, verfiel das Stadion zusehends, Pflanzen wucherten und Pferde weideten auf dem Spielfeld. Nach wiederholten Versuchen, eine Baugenehmigung für den Supermarkt auf dem Gelände zu erhalten, blieb nur die Möglichkeit des Wohnungsbaus. Im November 2002 verkaufte Safeway das Gelände an den Bauträger Rosebury Homes Ltd. Der Abriss erfolgte noch im Jahr 2002. 2004 zog der FC Wimbledon in das 70 Meilen (etwa 113 Kilometer) entfernte Milton Keynes und wurde zu Milton Keynes Dons.
In direkter Nachbarschaft der alten Plough Lane wurde 2020 ein neues Stadion mit gleichen Namen eröffnet, in dem der von Fans gegründete Nachfolger des FC Wimbledon, der AFC Wimbledon, spielt.

## Reynolds Gate
Auf dem Gelände wurde eine private Wohnsiedlung mit Namen Reynolds Gate errichtet, die 2008 fertiggestellt wurde. Der Wohnkomplex wurde nach dem Wimbledon-Spieler Eddie Reynolds benannt, der 1963 im Endspiel des FA Amateur Cup alle vier Tore beim 4:2 gegen Sutton United erzielte. Neben Eddie Reynolds wurden die sechs Wohnblöcke mit 240 Wohnungen nach weiteren Club-Legenden benannt.
- Batsford House: Allen Batsford, Trainer (1974–1978)
- Reed House: Stanley Reed, Vereinsvorsitzender (1983–2000)
- Stannard House: Harry Stannard, Spieler & Vize-Präsident (1935–2000)
- Bassett House: Dave Bassett, Spieler & Trainer (1974–1987)
- Lawrie House: Lawrie Sanchez, Spieler & Trainer (1984–1999)
- Cork House: Alan Cork, Spieler (1978–1992)